# 2015 год в литературе

## События
- 2015 год объявлен «Годом литературы» в России[1].
- В Финляндии под патронажем президента страны Саули Ниинистё проходил «Год книги»[2].

### Мероприятия
- 6 июня-15 ноября — Выставка «Россия читающая» (Государственный музей А. С. Пушкина)[3].
- 7 июня — В гостинице «Астория» (Санкт-Петербург) объявлен лауреат премии «Национальный бестселлер» 2015 года[4].
- 25−28 июня — Впервые прошел Московский международный открытый книжный фестиваль, совмещённый с X национальной выставкой-ярмаркой «Книги России» (Красная площадь)[5].
- 3−7 сентября — 28 Московская международная книжная выставка-ярмарка (ВДНХ)[источник не указан 2773 дня].
- 1—3 октября — Международная книжная ярмарка в Турку (тема: «Швеция, Лапландия и Кустави»[6].
- 5 октября в Хельсинкском университете состоялась презентация перевода романа «Теллурия» писателя Владимира Сорокина на финский язык, выполненного Анной Тайтто[7].
- 22—25 октября — Хельсинкская книжная ярмарка[8][9].
- 22 октября на Хельсинкской книжной ярмарке состоялась презентация перевода романа «Лавр» писателя Евгения Водолазкина на финский язык[10].
- 28 октября — 1 ноября — IX Красноярская ярмарка книжной культуры[11].
- 25−29 ноября — Международная ярмарка интеллектуальной литературы «Non/fiction» № 17»[12].
- 28 ноября на Международная ярмарка интеллектуальной литературы «Non/fiction» № 17» состоялась презентация перевода романа «Купе номер 6» (фин. Hytti nro 6) финской писательницы Розы Ликсом на русский язык[13].

## Премии

### Международные
- Нобелевская премия по литературе — Светлана Алексиевич, «За её многогласное творчество — памятник страданию и мужеству нашего времени»[14].
- Премия имени О. Генри «Дары волхвов» — Андрей Краснящих, рассказ «О женщине в Мерседесе»[15].
- Дублинская литературная премия — Джим Крэйс, «Harvest».
- Премия Виленицы — Яхим Топол.
- Премия Агаты — Маргарет Мэрон — «Long Upon the Land».
- Премия Франца Кафки —  Эдуардо Мендоса.
- Премия мира немецких книготорговцев — Навид Кермани.
- Премия «Хьюго» за лучшую повесть — награды нет[16][17].
- Премия «Хьюго» за лучший роман — Лю Цысинь, «Задача трёх тел (роман)» (кит. трад. 三體, упр. 三体, пиньинь Sān tǐ)[16][17].
- Премия «Хьюго» за лучшую короткую повесть — Томас Олде Хёвелт, «День, когда мир перевернулся с ног на голову» (англ. The Day the World Turned Upside Down)[16][17].
- Премия «Хьюго» за лучший рассказ — награды нет[16][17].
- АБС-премия:
  - номинация «Художественная проза» —  Михаил Успенский, «Алхимистика Кости Жихарева»[18][19].
  - номинация «Критика и публицистика» — Светлана Бондаренко, Виктор Курильский, «Стругацкие. Материалы к исследованию: письма, рабочие дневники. 1985—1991»[18][20].
- Международная премия Ибсена — не присуждалась.
- Международная детская литературная премия имени В. П. Крапивина:
  - Амраева Аделия (Казахстан, п. Береке) — за повесть «Я хочу жить»;
  - Федотова Мария (Россия, Республика Саха) — за повесть «Шалунья Нулгынэт» в специальной номинации «Малая Родина – Большая Россия» (перевод с языков народов России. Переводчик Ариадна Борисова)[21].

### Австрия
- Австрийская государственная премия по европейской литературе —  Мирча Кэртэреску[22].
- Премия Эриха Фрида — Дороти Эльмигер.

### Великобритания
- Букеровская премия —  Марлон Джеймс, «Краткая история семи убийств» (англ. A Brief History of Seven Killings)[23][24].
- Женская премия за художественную литературу — Али Смит, «Как быть двумя» (англ.  How to be Both)[25].

### Германия
- Премия Георга Бюхнера — Райнард Гёц.
- Бременская литературная премия —  Марсель Байер.

### Израиль
- Премия Израиля — Раввинистическая литература — Эрез Битон.
- Иерусалимская премия —  Исмаил Кадаре.

### Испания
- Премия Сервантеса — Фернандо дель Пасо.
- Премия принцессы Астурийской —  Леонардо Падура[26].

### Россия
- «Большая книга»:
- Первая премия — Леонид Юзефович за роман «Зимняя дорога».
- Вторая премия — Евгений Водолазкин за роман «Авиатор».
- Третья премия — Людмила Улицкая за роман «Лестница Якова».
- Премия «За вклад в литературу» — книжная ярмарка Non/fiction[27].
- «Русский Букер» — Александр Снегирёв, «Вера»[28].
- «Национальный бестселлер» — Сергей Носов[29][30].
- Литературная премия «НОС» — Данила Зайцев, «Повесть и житие Данилы Терентьевича Зайцева»[31].
- Премия Александра Солженицына — театральный режиссёр  Сергей Женовач, «за преданное служение русскому театру и вдохновенный перевод на язык сцены сокровищ мировой литературной классики; за воспитание зрителей в духе требовательной любви к театру и книге»[32].
- Независимая литературная премия «Дебют»:
  - номинация «Крупная проза» — Сергей Горшковозов (Самсонов) за роман «Соколиный рубеж»;
  - номинация «Малая проза» — Глеб Диденко за подборку рассказов;
  - номинация «Поэзия» — Владимир Беляев за подборку стихотворений;
  - номинация «Эссеистика» — Николай Подосокорский за эссе «„Чёрная курица, или Подземные жители“ Антония Погорельского как повесть о масонской инициации»;
  - номинация «Драматургия» — не вручалась;
  - номинация «Фантастика» — не вручалась.
- Премия Андрея Белого:
  - номинация «Поэзия» — Василий Бородин, Сергей Завьялов;
  - номинация «Проза» — Полина Барскова;
  - номинация «Гуманитарные исследования» — Илья Кукулин;
  - номинация «За заслуги перед литературой» — Антуан Володин;
  - номинация «Литературные проекты/Критика» — Ирина Кравцова[33].
- Премия имени П. П. Бажова:
  - номинация «Мастер. Поэзия» — Виталий Кальпиди, за книгу стихотворений «IZBRANNOE»;
  - номинация «Мастер. Проза» — Николай Коляда
  - номинация «Польза дела» — Международный фестиваль фантастики «Всероссийский фестиваль фантастики Аэлита»[34].
- Всероссийская премия имени Самуила Маршака:
  - номинация «Проза» — Валерий Шубинский;
  - номинация «Поэзия» — Елена Липатова;
  - номинация «Дебют» — Анастасия Петрова[35].

### США
- Премия Эдгара Аллана По:
  - премия «за лучший роман» — Стивен Кинг, «Мистер Мерседес» (англ. Mr. Mercedes);
  - премия «за лучший первый роман» — Том Боуман, «Сухие кости в долине» (англ. Dry Bones in the Valley)[36][37].
- Премия ПЕН/Фолкнер — Аттикус Лиш, «Подготовская к следующей жизни» (англ. Preparation for the Next Life)[38].
- Пулитцеровская премия за художественную книгу — Энтони Дорр, «Весь невидимый нам свет» (англ. All the Light We Cannot See)[39].
- Пулитцеровская премия за лучшую драму — Стивен Адли Гиргис, «Между берегом и сумасшествием» (англ. Between Riverside and Crazy)[40].
- Пулитцеровская премия за поэзию — Грегори Пардло, «Дайджест» (англ. Digest)[41].
- Всемирная премия фэнтези за лучшую повесть — Дэрил Грегори, «We Are All Completely Fine»[42].
- Всемирная премия фэнтези за лучший роман —  Дэвид Митчелл, «Простые смертные» (англ. The Bone Сlocks)[43].
- Всемирная премия фэнтези за лучший рассказ — Скотт Николэй, «Do You Like to Look at Monsters?»[44].

### Финляндия
- Премия «Финляндия» —  Лаура Линдстедт, роман «Oneiron»[45].

### Франция
- Гонкуровская премия — Матьяс Энар, «Компас» (фр. Boussole)[46].
- Литературная премия «Фемина» — Кристоф Болтански, роман «Сокрытие» (фр. La Cache);
  - премия «зарубежному автору» —  Керри Хадсон, роман «Жажда» (во фр. переводе «Цвет воды» (фр. La Couleur de l’eau).
- Премия Медичи — Натали Азуле, «Тит не любил Беренику» (фр. Titus n’aimait pas Bérénice);
  - премия «за лучшее зарубежное произведение» —  Хакан Гюндай, «Ещё» (тур. Daha);
  - премия «за эссеистику» —  Николь Лапьер «Спасай кто может жизнь» (фр. Sauve qui peut la vie).
- Премия Ренодо — Дельфин де Виган, «Основано на реальных событиях» (фр.  D’après une histoire vraie).

### Швеция
- Премия памяти Астрид Линдгрен — «PRAESA» (Проект по изучению альтернативного образования в Южной Африке)[47].
- Литературная премия Шведской академии — Томас Бредсдорф[англ.][48].

### Япония
- Литературная премия имени Номы — Маюми Нагано — «Преисподняя существует» (冥途あり).
- Премия имени Рюноскэ Акутагавы:
  - 2015а: Хада Кэйсукэ — «Scrap and build» (スクラップ・アンド・ビルド), Матаёси Наоки — «Искра» (火花);
  - 2015б: Татигути Юсё — «Неумирающие» (死んでいない者) и Мотоя Юкико — «Сказ о свадьбах разного сорта» (異類婚姻譚).

## Книги
- «История Куллерво» (англ. The Story of Kullervo) — Джон Рональд Руэл Толкин.

### Романы
- «Покорность» (фр. Soumission) — Мишель Уэльбек.

## Умершие писатели и сценаристы

### Январь
- 1 января — Миллер Уильямс (84) — американский поэт и переводчик.
- 3 января:
  - Вячеслав Саломатин (63) — российский поэт, член Союза писателей России.
  - Чико де Ассис[порт.] (81) — бразильский писатель-драматург.
- 4 января:
  - Джин Кемп (88) — британская детская писательница, лауреат медали Карнеги (1977).
  - Ивес Рукето (78) — французский (окситанский) поэт и прозаик.
- 5 января — Ганеш Патро (69) — индийский писатель и сценарист.
- 7 января — Тадеуш Конвицкий (88) — польский журналист, писатель, кинорежиссёр, киносценарист.
- 8 января — Лев Дубаев (86) — советский и российский поэт и литературный переводчик.
- 9 января — Мишель Жери (80) — французский писатель-фантаст.
- 10 января

1. Брайан Клеменс (83) — британский сценарист («Золотое путешествие Синдбада») и продюсер («Мстители»)

- 15 января:
  - Кальвейра, Арнальдо (85) — аргентинский писатель.
  - Данило Кононенко (73) — украинский поэт и журналист.
- 18 января — Грация Ливи (84—85) — итальянская писательница, лауреат премии Виареджо (1991).
- 20 января — Станислав Шилов (75) — советский и российский поэт.
- 24 января:
  - Линк Байфилд (63) — канадский журналист, писатель и политик консервативного направления.
  - Анатолий Мучник (67) — украинский и израильский бизнесмен и писатель, рекордсмен книги рекордов Гиннесса, самый образованный человек планеты (106 дипломов).
- 25 января — Йонас Микелинскас (92) — советский и литовский писатель, лауреат Национальной премии в области культуры и искусства (2002).
- 26 января — Татьяна Шах-Азизова (77) — советский и российский театровед, сценарист.
- 28 января:
  - Михаил Двинский (91) — русский поэт и переводчик.
  - Вагиф Самедоглу (75) — советский и азербайджанский поэт и драматург.
- 29 января:
  - Таэко Коно (88) — японская писательница.
  - Колин Маккалоу (77) — австралийская писательница, автор романа «Поющие в терновнике».
  - Род Маккюэн (81) — американский поэт и автор песен, лауреат премии «Золотой глобус» (1969), лауреат премии «Грэмми» (1969), двукратный номинант на премию «Оскар» (1970, 1971).
- 30 января — Карл Джерасси (91) — писатель и драматург австрийского происхождения.

### Март
- 1 марта — Амадеу Феррейра (64) — португальский писатель[49].
- 14 марта —  Валентин Распутин (77) — советский и русский писатель, публицист, общественный деятель. (род. в 1937)

### Май
- 15 мая — Жан Плийа, бенинский писатель, поэт, драматург, публицист (род. в 1931).